# Gymnocalycium andreae
Gymnocalycium andreae là một loài thực vật có hoa trong họ Cactaceae. Loài này được (Boed.) Backeb. & F.M.Knuth mô tả khoa học đầu tiên năm 1935.

## Hình ảnh

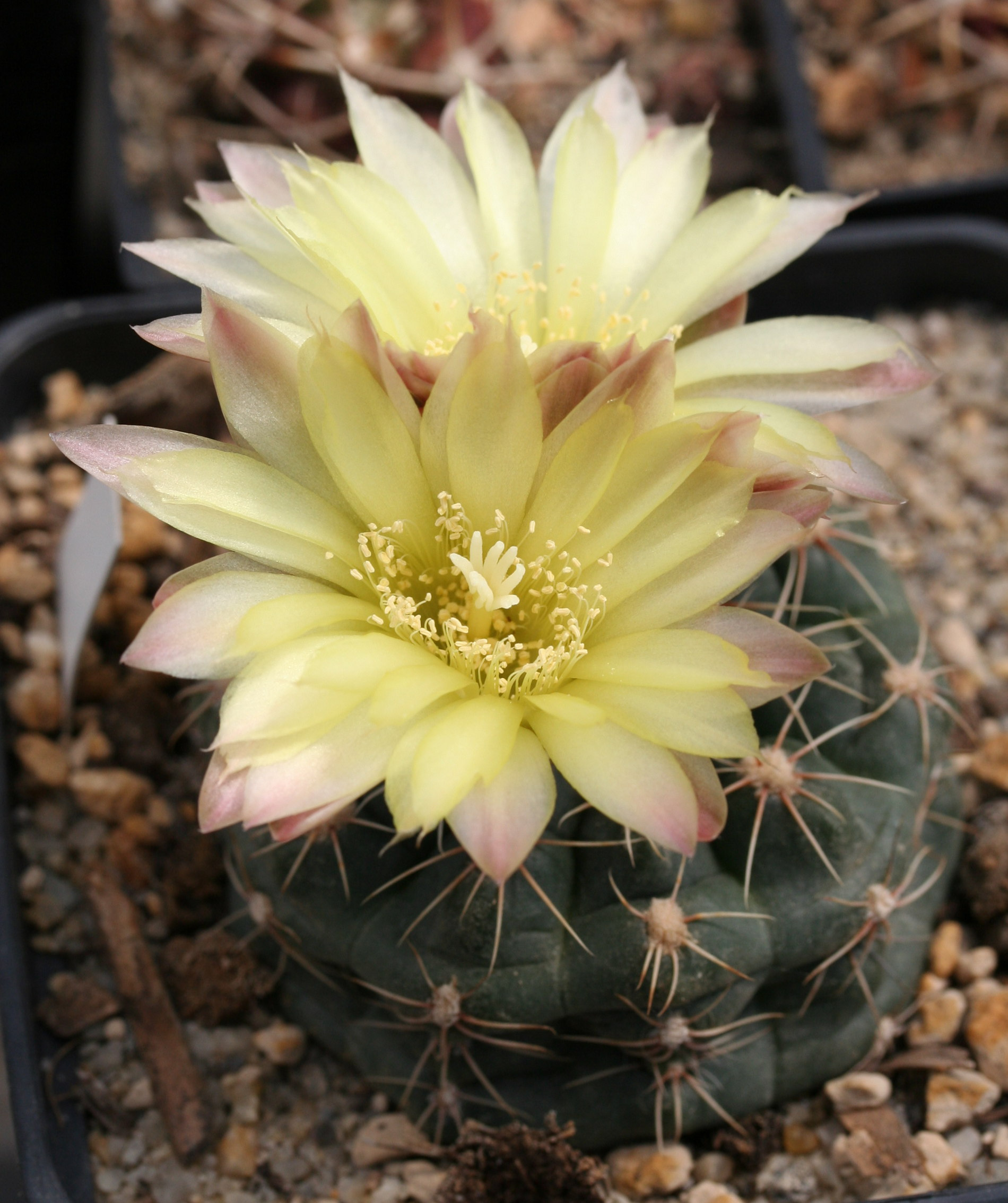